# Ibn Arabi

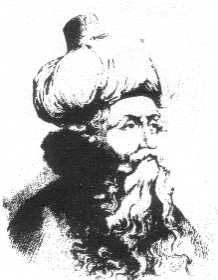
Afbeelding van onbekende bron met de titel "Ibn Arabi"

Ibn Arabi (Murcia, 28 juli 1165 - Damascus, 10 november 1240) was een Arabische, islamitische theoloog uit moslim-Spanje, de grootste vertegenwoordiger en theoreticus van het soefisme. Hij staat bekend als de "Grootste Sheikh" (al-Sheikh al-Akbar) van het soefisme.
Ibn al-Arabi reisde veel, zijn reizen en indrukken hadden meestal een mystieke soefi-interpretatie. Volgens zijn verhalen ontmoette hij Al-Khidr driemaal.

## Biografie
Ibn Arabi werd geboren in een adellijke Arabische familie in de stad Murcia, terwijl de Almoraviden in Andalusië regeerden. Hij werd omringd door nobele edelen, intellectuelen en asceten. Ibn Arabi ontving een goede opleiding in Sevilla (Ishbilia), dat de hoofdstad en het culturele centrum van het Kalifaat van de Almohaden wordt.
In 1172 leden de moslims als gevolg van de Reconquista een zware nederlaag. Hij geeft de carrière van een ambtenaar op en bereidt zich voor op het spirituele pad. In 1180 ontmoette hij in Córdoba met Averroes. Hij wordt uiteindelijk een soefi in 1184.